# Paul di Resta
Paul di Resta (Livingston, 16 aprile 1986) è un pilota automobilistico britannico di origini italiane.

## Biografia
Nato ad Uphall, villaggio scozzese della municipalità di Livingston in una famiglia di origine italiana di Corigliano di Sessa Aurunca, Di Resta è cugino dell'ex pilota Dario Franchitti.

### Gli esordi
Di Resta ha iniziato la sua carriera nei kart, concorrendo in varie categorie tra il 1994 e il 2001. Nel 2002 passò alla Winter Series della British Formula Renault per poi, nel 2003, dedicarsi interamente a questo campionato; vi rimase anche nel 2004, partecipando anche ad alcune gare dell'Eurocup Formula Renault 2.0, grazie ai buoni risultati nella serie nazionale. Nel 2005 partecipò alla F3 Euro Series col team Manor Motorsport, vincendo il McLaren Autosport BRDC Young Driver of The Year Award (vinto anche da suo cugino Dario Franchitti nel 1992), e imponendosi nel campionato nella stagione 2006, avendo come compagno di team Sebastian Vettel; nello stesso anno vinse il BP Ultimate Masters sul Circuito di Zandvoort.

### DTM

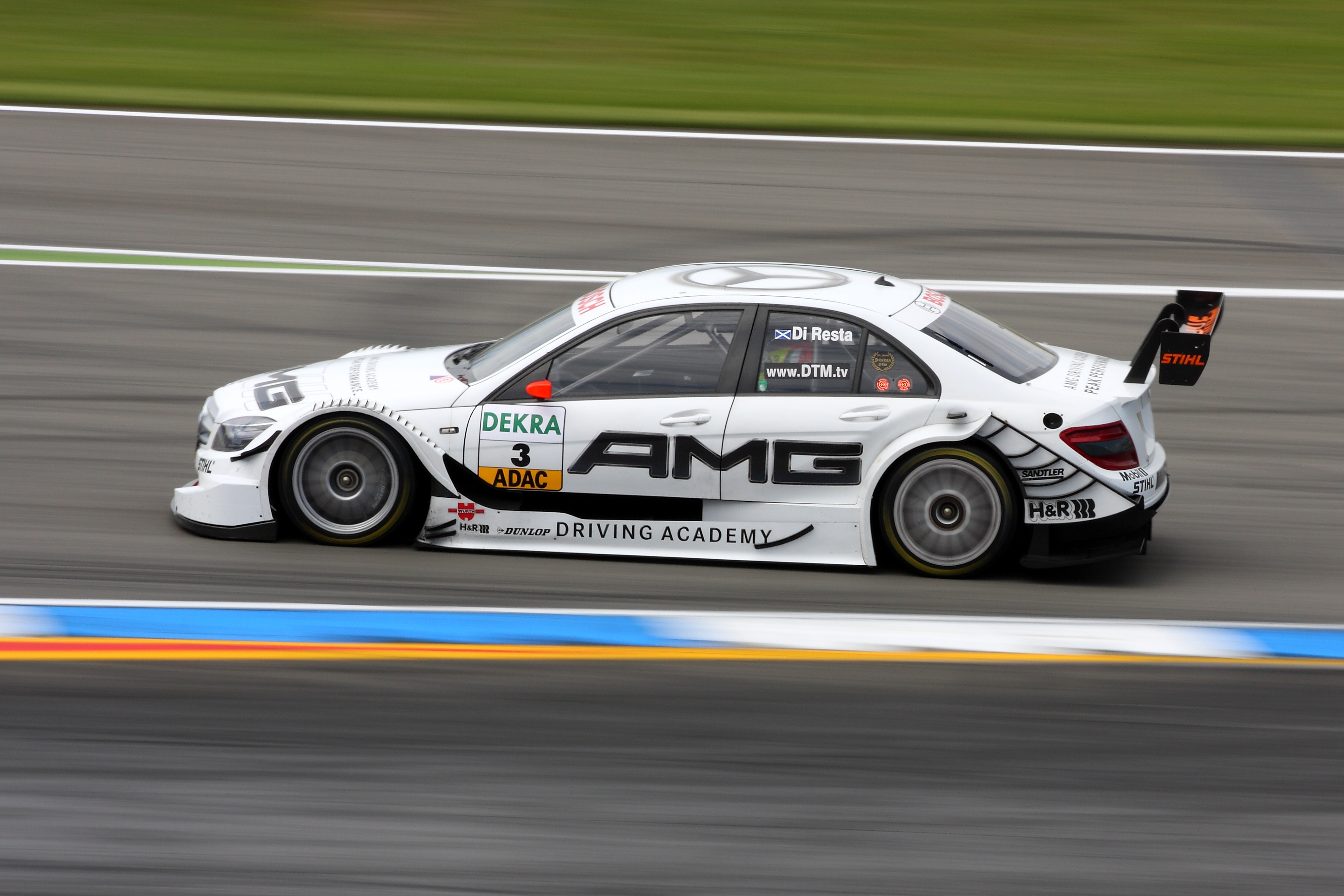
Di Resta nel DTM

Nel 2007 Di Resta partecipò al DTM, con la Mercedes; terminò quinto in campionato dietro a Mattias Ekstrom (che aveva vinto il suo secondo titolo), Bruno Spengler, Martin Tomczyk e Jamie Green; fu il migliore tra quelli che non avevano a disposizione una vettura del 2007. Graziè a ciò, nel 2008, ottenne il volante di una Mercedes C Klasse 2008; Di Resta corse un'ottima stagione, vincendo due gare e terminando secondo in classifica, quattro punti dietro il campione Timo Scheider su Audi. Nel 2009 terminò terzo, dietro Scheider e Gary Paffett, mentre nel 2010, si aggiudica il titolo superando Spengler proprio all'ultima gara.

### Formula 1

#### 2010-2013: Force India

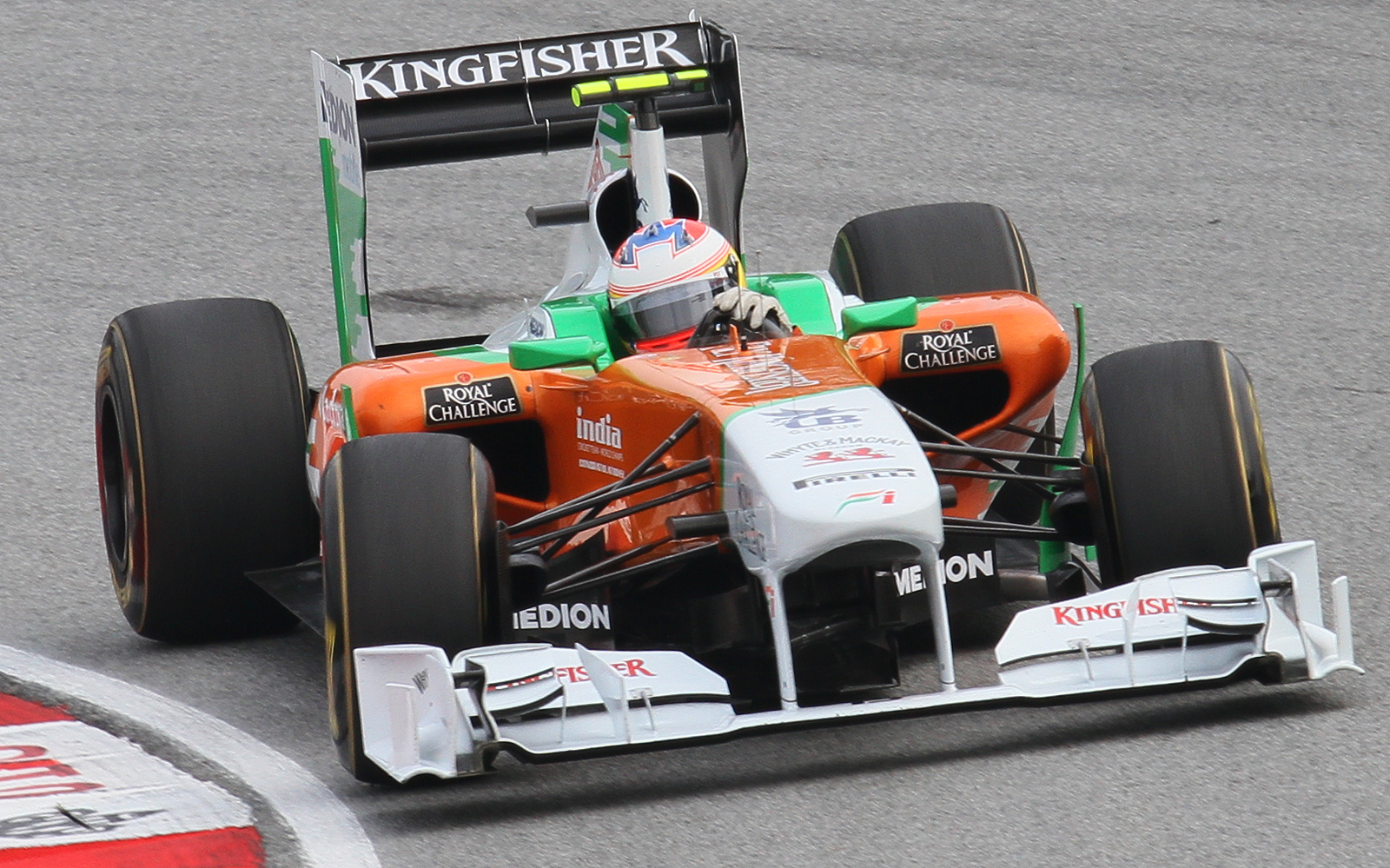
Di Resta alle qualifiche in Malesia

Di Resta testò una McLaren e fu in ballottaggio per guidare per la Force India nel campionato 2009, grazie al fatto che le due scuderie utilizzano lo stesso propulsore, fornito dalla Mercedes; tuttavia la Force India decise di confermare Giancarlo Fisichella e Adrian Sutil, con Vitantonio Liuzzi pilota di riserva. Nel dicembre 2009, dopo che Fisichella era passato in Ferrari e Liuzzi promosso definitivamente a pilota titolare, Di Resta prese parte a un test col team indiano sul Circuito di Jerez de la Frontera assieme a J. R. Hildebrand. Nel gennaio 2010 Di Resta affermò di essere vicino alla firma, quale pilota collaudatore, per il team per la stagione 2010, con l'obiettivo di diventarne pilota titolare dal 2011; il 2 febbraio è stato confermato l'accordo con la Force India. Nel secondo appuntamento del mondiale 2010, in Australia, come già anticipato ad inizio stagione, Di Resta prenderà parte alle prove libere del venerdì, in questo caso in sostituzione di Sutil; anche nelle prime prove libere del venerdì del Gran Premio d'Italia va a sostituire Sutil. Nel 2011 viene confermato pilota titolare dalla Force India come compagno di squadra di Adrian Sutil. Va a punti nelle prime due gare, per poi ottenere spesso risultati inferiori e alterni; verso il finale di stagione guadagna numerosi punti che gli permettono di conquistare il 13º posto finale. Nel 2012 è ancora confermato titolare della scuderia indiana. Nella prima gara conquista subito un punto, per il resto la stagione è migliore della precedente, con il pilota inglese che ottiene vari piazzamenti a punti e regge bene il confronto col compagno di squadra Nico Hülkenberg, eguagliando il miglior risultato della stagione: un quarto posto a Singapore; conclude la stagione al 14º posto con 46 punti, contro i 63 di Hülkenberg.

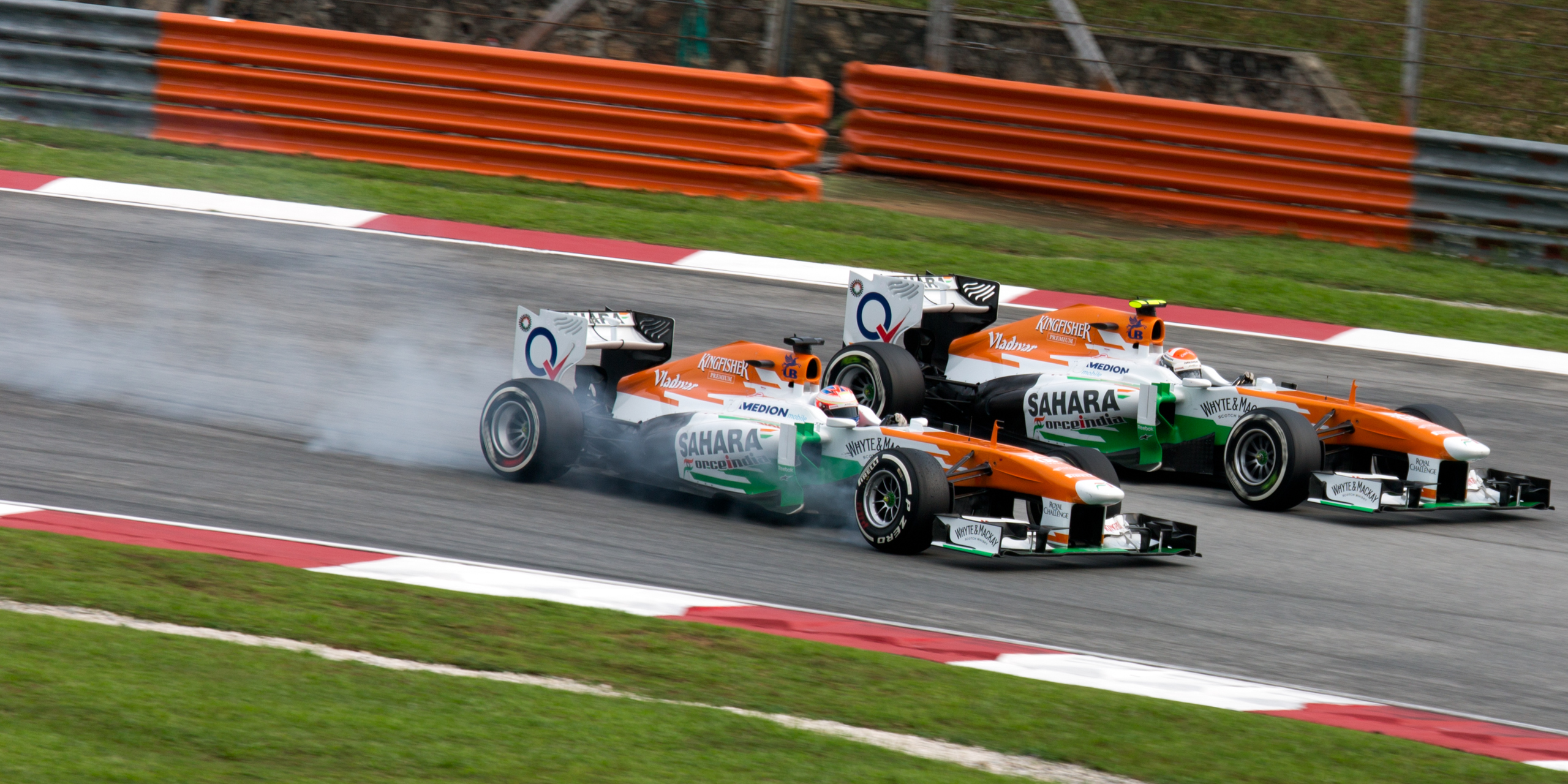
Paul di Resta sorpassa il compagno Sutil al Gran Premio della Malesia 2013

Nel 2013 rimane in Force India al fianco del rientrante Adrian Sutil; in Australia conquistano entrambi dei punti, ma in Malesia si ritirano tutti e due per guasti meccanici. In Cina conclude con un buon ottavo posto, dopo un contatto col compagno Sutil nel corso dei primi giri; in Bahrein eguaglia il suo miglior risultato in carriera, quarto, dopo aver lottato per il podio ed aver comandato la gara per alcuni giri. Nelle quattro gare successive ottiene due settimi posti in Spagna e in Canada e due noni a Monaco e in Gran Bretagna a cui fanno seguito tre ritiri e quattro arrivi fuori dalla zona punti. Nel finale di stagione ottiene due arrivi a punti, in India e ad Abu Dhabi, e due fuori, negli Stati Uniti e in Brasile; conclude la stagione al 12º posto con 48 punti.

### Il ritorno nel DTM

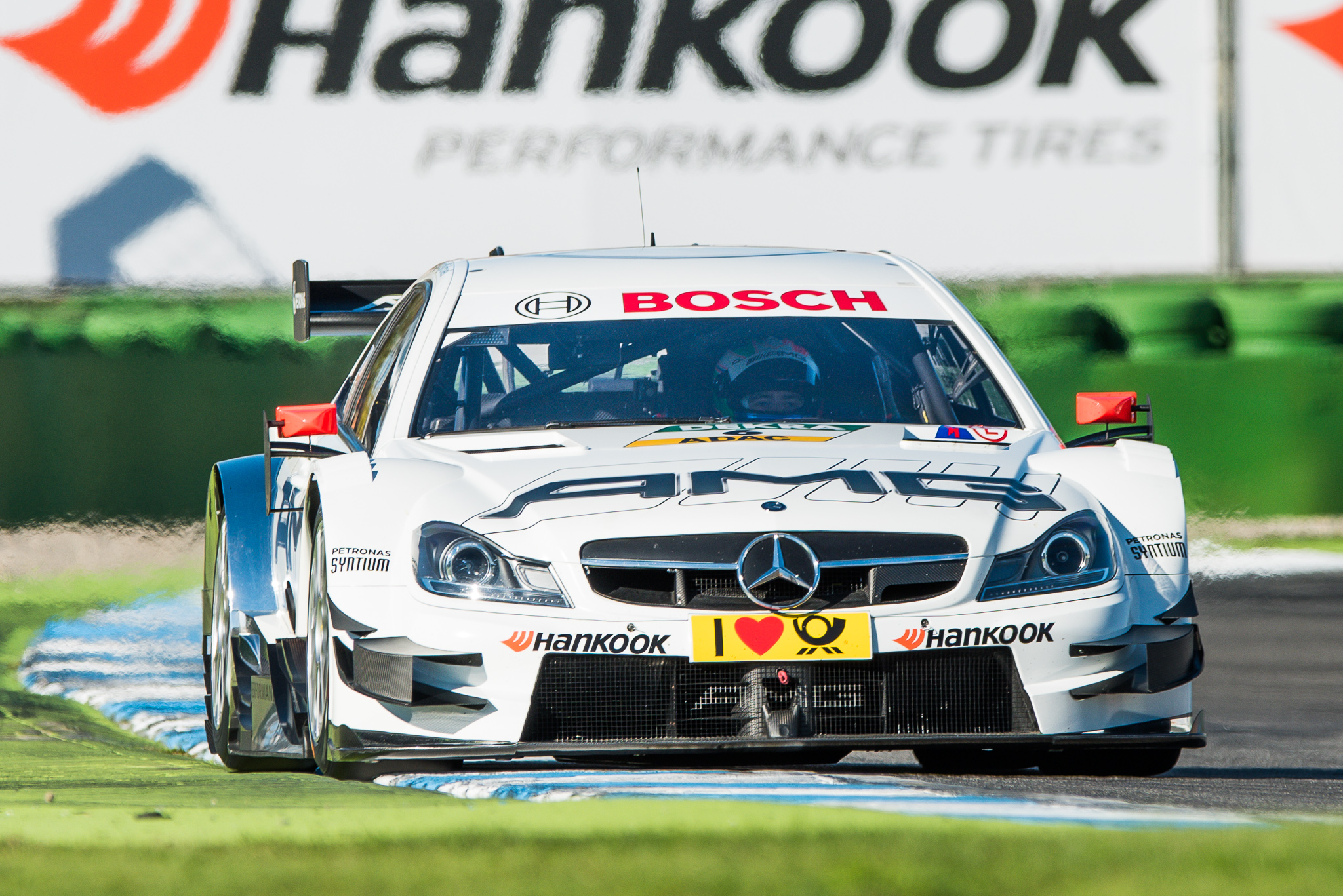
Paul di Resta, Deutsche Tourenwagen Masters 2014 - Hockenheimring

Nel 2014 ritorna a correre nel DTM al volante di una Mercedes del team Mücke Motorsport. Continua a competere nella categoria anche nelle stagioni seguenti, con una quinta posizione assoluta nel 2016 come miglior risultato.

### Il ritorno in Formula 1

#### 2016-2017: Williams

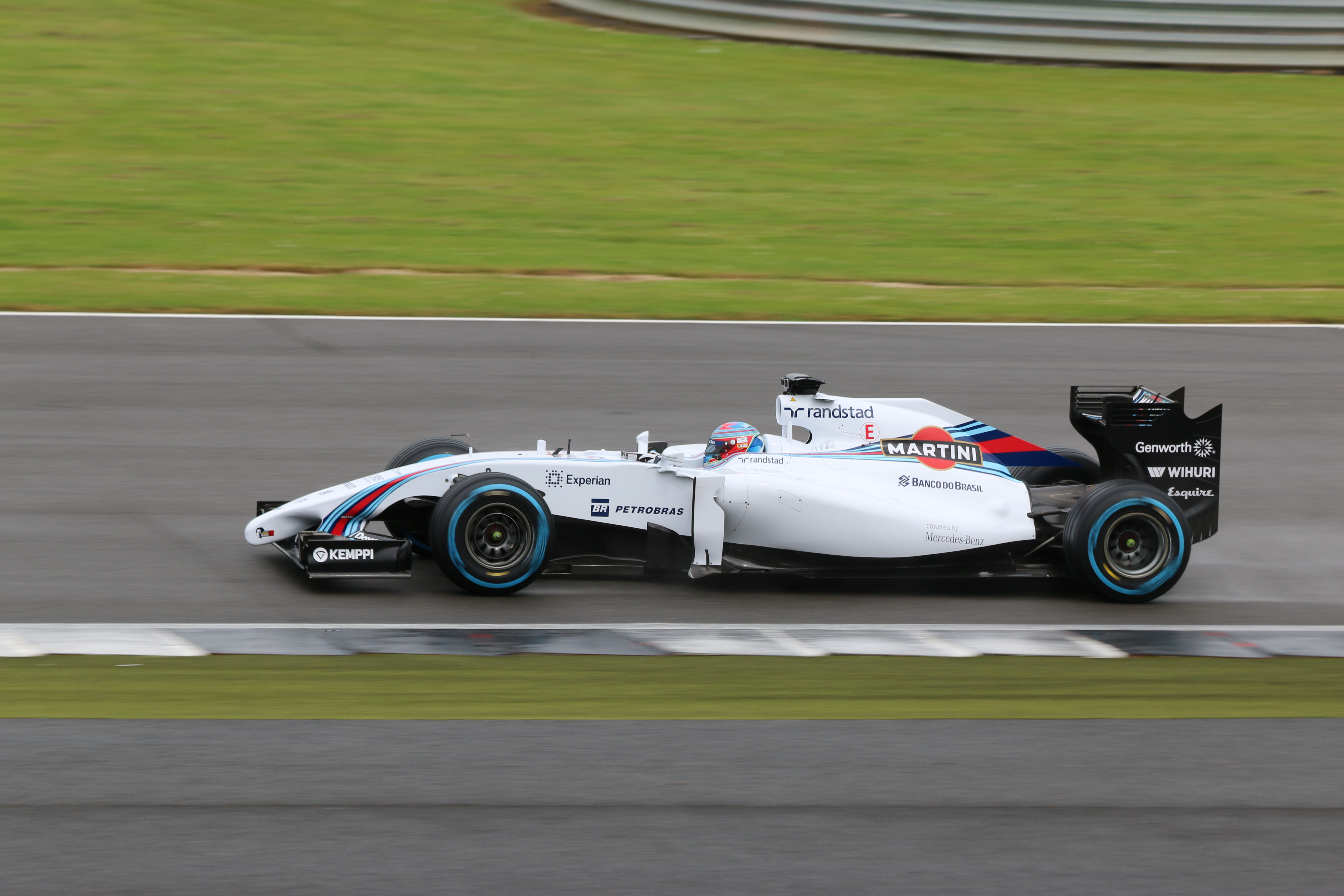
Di Resta alla guida della Williams del 2014.

Il 14 marzo 2016, alla vigilia del primo appuntamento stagionale, viene scelto dalla Williams per rivestire il ruolo di terzo pilota. Viene confermato anche per la stagione successiva. Nel Gran Premio d'Ungheria 2017 prende il posto di Felipe Massa a partire dalle qualifiche, in seguito ad un malessere del pilota brasiliano. Tornato a competere in Formula 1 dopo un'assenza di quasi quattro anni, il pilota scozzese si qualifica in penultima posizione, due posti più indietro del compagno di squadra Lance Stroll, e si ritira per problemi tecnici mentre si trovava nelle retrovie.

#### 2020-2021: McLaren
Dal 2020 viene nominato terzo pilota della McLaren, nella settimana del Gran Premio del 70º Anniversario, e viene riconfermato nel 2021 nella settimana del Gran Premio dell'Emilia-Romagna. Nella stagione seguente viene confermato per tutta la stagione come pilota di riserva della McLaren.

### Campionato del mondo endurance

#### 2018-2021: United Autosports
Nel 2018, Paul Di Resta ha corso nell'Asian Le Mans Series per United Autosports, segnando una vittoria e 4 podi insieme a Philip Hanson. Chiude la stagione vincendo il campionato Asian Le Mans Series 2018-19.
Nel 2019 sempre con la United Autosports partecipa al Campionato del mondo endurance nella categoria LMP2 con Filipe Albuquerque e Philip Hanson. Nella sua prima stagione riesce a vincere la 24 Ore di Le Mans e altre tre gare chiudendo secondi nella loro categoria. Di Resta corre anche la 24 Ore di Le Mans nel 2021 concludendo settimo.

#### 2022-presente: Peugeot

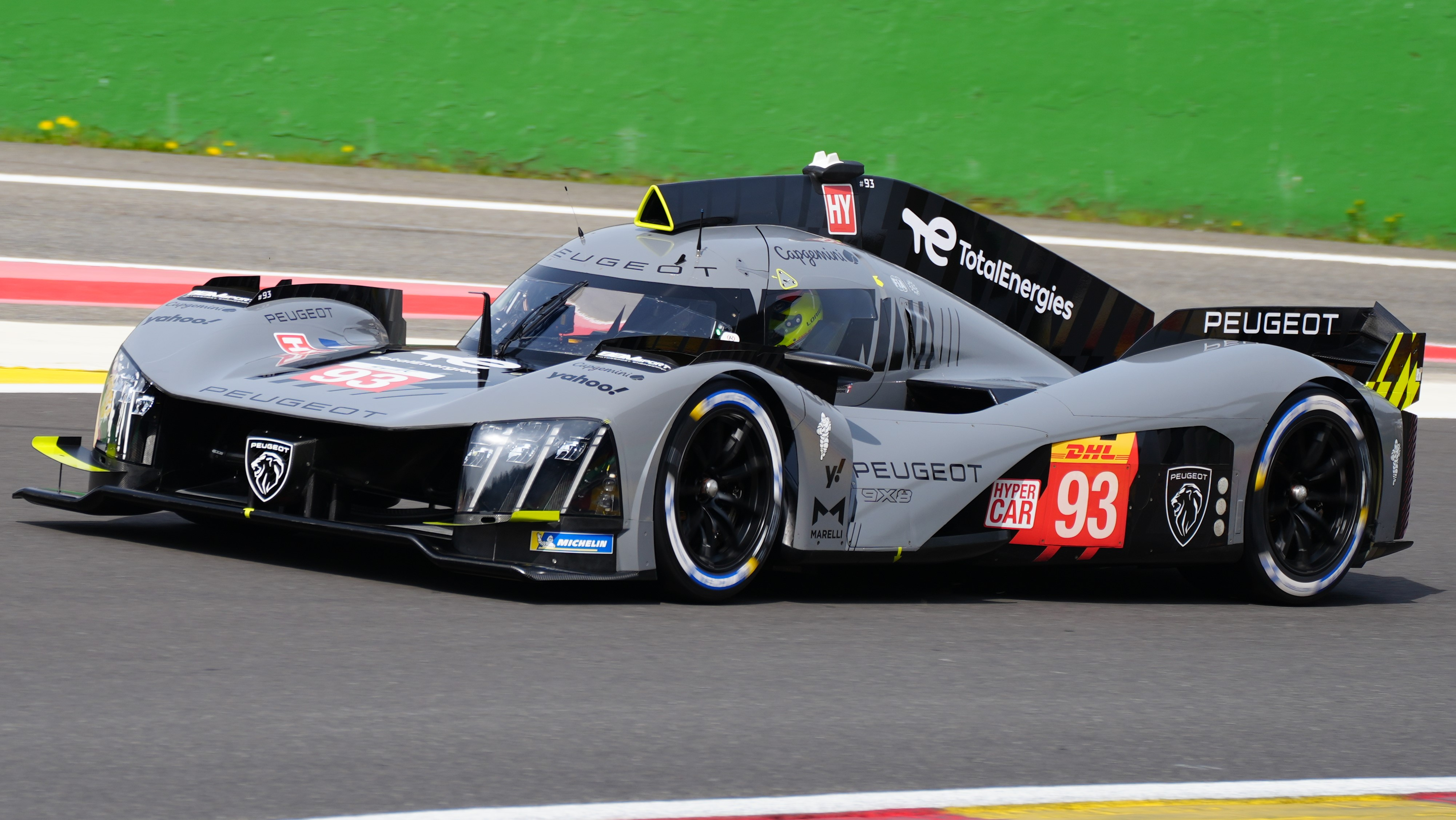
La Peugeot 9X8 di Paul di Resta durante la 6 ore di Spa 2023

L'8 febbraio 2021 viene annunciato Paul Di Resta come nuovo pilota Peugeot per la stagione 2022 del WEC nella categoria Hypercar. Visto i ritardi di omologazione della Peugeot 9X8, Di Resta corre con United Autosports la 1000 Miglia di Sebring dove vince nella classe LMP2. Di Resta, finalmente esordisce alla guida della 9X8 durante la 6 Ore di Monza, ma la vettura non è competitiva durante il finale di stagione.
Per la stagione 2023, Di Resta viene confermato dalla Peugeot e con il team United corre l'European Le Mans Series e l'Asian Le Mans Series. Nel WEC dopo le difficoltà iniziali, durante la 6 Ore di Monza arriva il primo podio con la 9X8.
Nel 2025 prenderà parte alla 24 Ore di Daytona con la Oreca LMP2 07 di United Autosports.

## Risultati F1
| 2010 | Scuderia    | Vettura |  |    |    |    |    |  |  |  |    |    |  |    |  |    |  |  |  |  |  |  |  |  |  |  | Punti | Pos. |
| ---- | ----------- | ------- |  | -- | -- | -- | -- |  |  |  | -- | -- |  | -- |  | -- |  |  |  |  |  |  |  |  |  |  | ----- | ---- |
| 2010 | Force India | VJM03   |  | SP | SP | SP | SP |  |  |  | SP | SP |  | SP |  | SP |  |  |  |  |  |  |  |  |  |  | –     |      |

| 2011 | Scuderia    | Vettura |    |    |    |     |    |    |    |    |    |    |   |    |   |   |    |    |    |   |   |  |  |  |  |  | Punti | Pos. |
| ---- | ----------- | ------- | -- | -- | -- | --- | -- | -- | -- | -- | -- | -- | - | -- | - | - | -- | -- | -- | - | - |  |  |  |  |  | ----- | ---- |
| 2011 | Force India | VJM04   | 10 | 10 | 11 | Rit | 12 | 12 | 18 | 14 | 15 | 13 | 7 | 11 | 8 | 6 | 12 | 10 | 13 | 9 | 8 |  |  |  |  |  | 27    | 13º  |

| 2012 | Scuderia    | Vettura |    |   |    |   |    |   |    |   |     |    |    |    |   |   |    |    |    |   |    |    |  |  |  |  | Punti | Pos. |
| ---- | ----------- | ------- | -- | - | -- | - | -- | - | -- | - | --- | -- | -- | -- | - | - | -- | -- | -- | - | -- | -- |  |  |  |  | ----- | ---- |
| 2012 | Force India | VJM05   | 10 | 7 | 12 | 6 | 14 | 7 | 11 | 7 | Rit | 11 | 12 | 10 | 8 | 4 | 12 | 12 | 12 | 9 | 15 | 19 |  |  |  |  | 46    | 14º  |

| 2013 | Scuderia    | Vettura |   |     |   |   |   |   |   |   |    |    |     |     |    |     |    |   |   |    |    |  |  |  |  |  | Punti | Pos. |
| ---- | ----------- | ------- | - | --- | - | - | - | - | - | - | -- | -- | --- | --- | -- | --- | -- | - | - | -- | -- |  |  |  |  |  | ----- | ---- |
| 2013 | Force India | VJM06   | 8 | Rit | 8 | 4 | 7 | 9 | 7 | 9 | 11 | 18 | Rit | Rit | 20 | Rit | 11 | 8 | 6 | 15 | 11 |  |  |  |  |  | 48    | 12º  |

| 2017 | Scuderia | Vettura |  |  |  |  |  |  |  |  |  |  |     |  |  |  |  |  |  |  |  |  |  |  |  |  | Punti | Pos. |
| ---- | -------- | ------- |  |  |  |  |  |  |  |  |  |  | --- |  |  |  |  |  |  |  |  |  |  |  |  |  | ----- | ---- |
| 2017 | Williams | FW40    |  |  |  |  |  |  |  |  |  |  | Rit |  |  |  |  |  |  |  |  |  |  |  |  |  | 0     |      |

| Legenda | 1º posto     | 2º posto | 3º posto    | A punti         | Senza punti/Non class.  | Grassetto – Pole position Corsivo – Giro più veloce |
| Legenda | Squalificato | Ritirato | Non partito | Non qualificato | Solo prove/Terzo pilota | Grassetto – Pole position Corsivo – Giro più veloce |

## Endurance

### Risultati WEC
| Anno    | Squadra           | Classe   | Vettura     | SIL | FUJ | SHA | BHR | COA | SPA | LMS | BHR | Punti | Pos. |
| ------- | ----------------- | -------- | ----------- | --- | --- | --- | --- | --- | --- | --- | --- | ----- | ---- |
| 2019-20 | United Autosports | LMP2     | Oreca 07    | Rit |     | 3   | 1   | 1   | 1   | 1   | 4   | 175   | 2º   |
| Anno    | Squadra           | Classe   | Vettura     | SPA | ALG | MON | LMS | BHR | BHR |     |     | Punti | Pos. |
| 2021    | United Autosports | LMP2     | Oreca 07    |     | 3   |     |     |     |     |     |     | 23    | 16°  |
| Anno    | Squadra           | Classe   | Vettura     | SEB | SPA | LMS | MON | FUJ | BHR |     |     | Punti | Pos. |
| 2022    | United Autosports | LMP2     | Oreca 07    | 1   |     |     |     |     |     |     |     | 38    | 11°  |
| 2022    | Peugeot Sport     | LMH      | Peugeot 9X8 |     |     |     | Rit | 4   | Rit |     |     | 12    | 10°  |
| Anno    | Squadra           | Classe   | Vettura     | SEB | ALG | SPA | LMS | MON | FUJ | BHR |     | Punti | Pos. |
| 2023    | Peugeot Sport     | Hypercar | Peugeot 9X8 | 9   | 7   | 7   | 6   | 3   | 8   | 9   |     | 51    | 8°   |
| Anno    | Squadra           | Classe   | Vettura     | QAT | IMO | SPA | LMS | SÃO | COA | FUJ | BHR | Punti | Pos. |
| 2024    | Peugeot Sport     | Hypercar | Peugeot 9X8 | 15  | 15  | 14  | 11  | 16  | Rit | 8   | Rit | 4     | 28°  |
| Anno    | Squadra           | Classe   | Vettura     | QAT | IMO | SPA | LMS | SÃO | COA | FUJ | BHR | Punti | Pos. |
| 2025    | Peugeot Sport     | Hypercar | Peugeot 9X8 | 9   | 9   | 11  | 15  |     |     |     |     | 5*    |      |
| Legenda |                   |          |             |     |     |     |     |     |     |     |     |       |      |

* Stagione in corso.

### Risultati European Le Mans Series
| Anno    | Squadra           | Classe | Vettura  | BAR | LEC | IMO | SPA | MUG | ALG | Punti | Pos. |
| ------- | ----------------- | ------ | -------- | --- | --- | --- | --- | --- | --- | ----- | ---- |
| 2024    | United Autosports | LMP2   | Oreca 07 | 9   | 12  | 6   | 10  | 6   | 6   | 27    | 12°  |
| Legenda |                   |        |          |     |     |     |     |     |     |       |      |

*Stagione in corso.

### Risultati 24 Ore di Le Mans
| Anno | Team              | Co-Pilota                      | Auto                  | Classe   | Giri | Pos. | Class Pos. |
| ---- | ----------------- | ------------------------------ | --------------------- | -------- | ---- | ---- | ---------- |
| 2018 | United Autosports | Phil Hanson Filipe Albuquerque | Ligier JS P217-Gibson | LMP2     | 288  | DNF  | DNF        |
| 2019 | United Autosports | Phil Hanson Filipe Albuquerque | Ligier JS P217-Gibson | LMP2     | 365  | 9°   | 4°         |
| 2020 | United Autosports | Phil Hanson Filipe Albuquerque | Oreca 07-Gibson       | LMP2     | 370  | 5°   | 1°         |
| 2021 | United Autosports | Alex Lynn Wayne Boyd           | Oreca 07-Gibson       | LMP2     | 361  | 9°   | 4°         |
| 2023 | Peugeot Sport     | Jean-Éric Vergne Mikkel Jensen | Peugeot 9X8           | Hypercar | 330  | 8°   | 8°         |
| 2024 | Peugeot Sport     | Loïc Duval Stoffel Vandoorne   | Peugeot 9X8           | Hypercar | 309  | 11º  | 11º        |
| 2025 | Peugeot Sport     | Jean-Éric Vergne Mikkel Jensen | Peugeot 9X8           | Hypercar | 379  | 16º  | 16º        |